# Enrique Pechuán Marín
Enrique Pechuán Marín (* 3. Dezember 1913 in San Juan, Argentinien; † 16. Dezember 1983) war ein argentinischer Geistlicher und römisch-katholischer Bischof von Cruz del Eje.

## Leben
Enrique Pechuán Marín empfing am 16. April 1938 das Sakrament der Priesterweihe für das Erzbistum San Juan de Cuyo.
Papst Paul VI. ernannte ihn am 18. August 1963 zum ersten Bischof des sechs Tage zuvor errichteten Bistums Cruz del Eje. Der Erzbischof von San Juan de Cuyo, Audino Rodríguez y Olmos, spendete ihm am 21. September desselben Jahres die Bischofsweihe; Mitkonsekratoren waren Ildefonso Maria Sansierra Robla OFMCap, Weihbischof in San Juan de Cuyo, und Raúl Francisco Primatesta, Bischof von San Rafael.
Er nahm an der zweiten, dritten und vierten Sitzungsperiode des Zweiten Vatikanischen Konzils als Konzilsvater teil.